# Chipoka
Chipoka är en ort i Malawi. Den ligger i distriktet Salima District och regionen Central Region, i den centrala delen av landet, vid Malawisjöns sydöstra sida. Chipoka ligger 483 meter över havet och antalet invånare är 4 346.
Terrängen runt Chipoka är platt.  Det finns inga andra större samhällen i närheten.